# Chlorops flavus
Chlorops flavus är en tvåvingeart som beskrevs av Spencer 1986. Chlorops flavus ingår i släktet Chlorops och familjen fritflugor. Inga underarter finns listade i Catalogue of Life.